# Anthotroche
Anthotroche  es un género de plantas con flores perteneciente a la subfamilia Nicotianoideae, incluida en la familia de las solanáceas. Comprende tres especies nativas de Australia.

## Taxonomía
El género fue descrito por Stephan Ladislaus Endlicher y publicado en Novarum Stirpium Decades 6. 1839. La especie tipo es: Anthotroche pannosa - Endl.

## Especies
Relación de especies:
- Anthotroche myoporoides  C.A.Gardner
- Anthotroche pannosa - Endl.
- Anthotroche walcottii F.Muell.